# Burden of Dreams (escalade)
Pour les articles homonymes, voir Burden of Dreams.
 (juin 2020).
Burden of Dreams est un passage de bloc parmi les plus difficiles au monde, et considéré en octobre 2016 comme probablement le plus difficile. C'est le premier bloc avec une cotation proposée à 9A (V17), après sa première ascension en octobre 2016 par Nalle Hukkataival, et confirmée en avril 2023 par Will Bosi (second grimpeur à en réussir l'ascension).
Ce passage est un rocher granitique situé dans le site de Lappnor (Pernå), à environ 100 kilomètres de Helsinki (Finlande). Le passage est très court et consiste en l'ascension d'un pan lisse et très déversant (45°) d'environ 4 mètres de hauteur, sur très fines réglettes, avec un départ assis, en une demi-douzaine de mouvements.

## Historique

### Premiers essais
Burden of Dreams est une voie de bloc dans la forêt Lappnor qui a été repérée par le grimpeur finlandais Marko Siivinen, et sur laquelle le grimpeur finlandais Nalle Hukkataival a commencé à travailler en 2013 sous le nom de « Lappnor Project ». Le bloc se rapproche du style du bloc Bügeleisen départ assis (8C+?) ouvert par Hukkataival en 2014.
Des grimpeurs du plus haut niveau mondial s'y sont essayé, comme Daniel Woods, Dave Graham et Jimmy Webb. En mars 2016, une méthode est suggérée par Jimmy Webb pour l'usage d'une prise jusqu'alors négligée.

### Première ascension
En mai 2016, Nalle Hukkataival parvient à réaliser indépendamment les deux sections du bloc, mais les conditions d'escalade se détériorent ensuite avec l'été, et il ne reprend ses essais qu'à la mi-septembre ; le 23 octobre 2016, il parvient à gravir la voie, après plus de trois années de travail et plus de 4000 tentatives.
Il annonce sa réalisation sur Facebook, et la nomme Burden of Dreams (littéralement « fardeau de rêves » en anglais). Le choix de ce nom fait peut-être référence aux nombreuses années d'essais : « Je ne pouvais pas ignorer ce que [ce] bloc en était venu à représenter : l'échec à des degrés variables ». 
Fort d'une exceptionnelle expérience dans l'ouverture ou la répétition rapide de nombreux blocs 8C ou 8C+ à travers le monde, dont Gioia (8C+?) en 2014, Hukkataival suggère la cotation 9A, jamais proposée jusqu'alors, pour ce nouveau bloc d'un niveau supérieur, d'après le temps de travail investi et le sentiment de sa forme. En 2023, Will Bosi confirmera que le niveau de Burden of Dreams est largement supérieur aux autres voies 8C/+ qu'il a gravies.

### Première répétition
Le 14 avril 2023, Will Bosi annonce avoir réussi une nouvelle ascension de Burden of Dreams après plus de 10 sessions, et après s'être entraîné pendant plusieurs mois sur des répliques, imprimées en 3D, des prises de la voie.

### Ascensions et postérité
En 2024, 8 ans après la première ascension, seuls 5 grimpeurs ont achevé Burden of Dreams :
1. Nalle Hukkataival le 23 octobre 2016[7].
2. William Bosi le 12 avril 2023[8].
3. Simon Lorenzi le 27 décembre 2023[9],[10].
4. Elias Iagnemma le 25 mars 2024[11].
5. Lee Sung Su le 22 mai 2025[12].

D'autres grimpeurs de haut niveau se sont récemment lancé dans l'aventure sans pourtant réussir à achever l'ascension, comme Shawn Raboutou, Aidan Roberts, Vadim Timonov, Stefano Ghisolfi, Toru Nakajima, ou encore Ryuichi Murai.